# Jackie "Butch" Jenkins
Jackie "Butch" Jenkins est un acteur américain, né le 29 août 1937 à Los Angeles, mort le 14 août 2001  à Asheville.
Il est le fils de Jack E. Jenkins et de l'actrice Doris Dudley (1917-1985).

## Filmographie partielle
- 1943 : Et la vie continue de Clarence Brown
- 1944 : Une romance américaine de King Vidor
- 1944 : Le Grand National de Clarence Brown
- 1945 : Nos vignes ont de tendres grappes de Roy Rowland
- 1945 : Abbott et Costello à Hollywood de S. Sylvan Simon
- 1946 : Little Mister Jim de Fred Zinnemann
- 1947 : My Brother Talks to Horses de Fred Zinnemann
- 1948 : Belle Jeunesse de Rouben Mamoulian
- 1948 : La mariée est folle de Norman Taurog
- 1948 : Big City de Norman Taurog